# Kordkuy
Kordkūy (farsi کردکوی), anticamente Tamisheh, è il capoluogo dello shahrestān di Kordkuy, circoscrizione Centrale, nella provincia del Golestan. Aveva, nel 2006, una popolazione di 28.991 abitanti. Kordkuy ha fatto parte della provincia di Gorgan fino al 1979. La sua economia è basata sull'agricoltura, con la produzione di cotone, grano, riso e soia; e su industrie quali cotonifici, produzione di olio e legname.